# Helcogramma lacuna
Helcogramma lacuna es una especie de pez de la familia Tripterygiidae en el orden de los Perciformes.

## Hábitat
Es un pez de mar  y de clima tropical que vive entre 1-7 m de profundidad.

## Distribución geográfica
Se encuentra en la costa  tailandesa del Mar de Andaman.